# Chonocephalus murallaensis
Chonocephalus murallaensis är en tvåvingeart som beskrevs av Ronald Henry Lambert Disney 2008. Chonocephalus murallaensis ingår i släktet Chonocephalus och familjen puckelflugor.
Artens utbredningsområde är Honduras. Inga underarter finns listade i Catalogue of Life.